# Grzegorz Wilk-Jakubowski
Grzegorz Kazimierz Wilk-Jakubowski – polski politolog, historyk, doktor habilitowany w dyscyplinie nauk o zarządzaniu i jakości.  
Pochodzi z Kolosów. Studiował politologię i historię na Akademii Świętokrzyskiej w Kielcach. Doktoryzował się w 2011 roku na Wydziale Politologii Uniwersytetu Marii Curie-Skłodowskiej na podstawie dysertacji "Sytuacja społeczna muzułmanów we współczesnej Wielkiej Brytanii" (promotorka – Maria Marczewska-Rytko). Stopień doktora habilitowanego w dyscyplinie nauki o zarządzaniu i jakości uzyskał w 2019 roku na podstawie monografii "Normatywny wymiar systemu zarządzania kryzysowego w III RP w ujęciu międzynarodowym. Aspekty organizacyjne i ekonomiczne".  
Pracował w Wyższej Szkole Handlowej im. B. Markowskiego w Kielcach-najpierw na stanowisku asystenta, następnie – po uzyskaniu stopnia naukowego doktora – adiunkta. Zatrudniony najpierw w Społecznej Akademii Nauk w Łodzi, a następnie Staropolskiej Akademii Nauk Stosowanych w Kielcach, na stanowisku profesora uczelni.
W latach 2011–2016 pełnił funkcję Dziekana Wydziału Nauk Ekonomicznych w Tarnobrzegu Wyższej Szkoły Handlowej im. B. Markowskiego w Kielcach, a w latach 2016–2021 – dziekana Filii w Tarnobrzegu Społecznej Akademii Nauk. Obecnie pełni funkcję Pełnomocnika Rektora ds. Zarządzania Jakością Kształcenia w Staropolskiej Akademii Nauk Stosowanych w Kielcach. W 2024 roku wybrany na członka Komisji Dyscyplinarnej przy Radzie Głównej Nauki i Szkolnictwa Wyższego na kadencję 2025-2028.   
W 2024 roku odznaczony medalem Komisji Edukacji Narodowej.  

## Monografie
- Wilk-Jakubowski G., Normative Dimensions of Crisis Management System in the Third Republic of Poland in an International Context – Organizational and Economic Aspects, Wydawnictwo Społecznej Akademii Nauk, Łódź 2019, ISBN 978-83-64971-71-6.
- Wilk-Jakubowski G., Sytuacja społeczna muzułmanów w Wielkiej Brytanii, Wyd. Nomos, Kraków 2013, ISBN 978-83-7688-140-9.
- Wilk-Jakubowski G., Prawne podstawy funkcjonowania samorządu gospodarczego w II RP,  Wyd. Stowarzyszenia Współpracy Polska-Wschód, Oddział Świętokrzyski, Kielce 2008, ISBN 978-83-61791-04-1.